# Блинцов, Владислав Александрович
Владислав Александрович Блинцов (род. 5 апреля 1996 года) — российский гребец-байдарочник, чемпион мира.

## Карьера
Воспитанник колпинской СДЮСШОР по гребле. На чемпионате Европы 2014 года Владислав Блинцов выиграл три медали. Спортсмен выступал на трех дистанциях в байдарке-двойке вместе с Олегом Гусевым из Рязани в возрастной категории до 18 лет. Ребята завоевали бронзовые медали на 1000-метровой дистанции и стали двукратными чемпионами Европы 2014 года на дистанции 500 метров  и 200 метров.
Серебряный призёр Европейских игр 2015 года.
В 2018 году Владислав в паре с Артёмом Кузахметовым стал чемпионом мира на дистанции 500 м.